# Ripe San Ginesio
Ripe San Ginesio ist eine italienische Gemeinde (comune) in der Provinz Macerata in den Marken. Sie hatte 801 Einwohner (Stand 31. Dezember 2023) und liegt etwa 18,5 Kilometer südsüdwestlich von Macerata und gehört zur Comunità montana dei Monti Azzurri.

## Verkehr
Durch die Gemeinde führt die frühere Strada Statale 78 Picena (heute: Provinzstraße) von Macerata nach Ascoli Piceno.

## Einzelnachweise

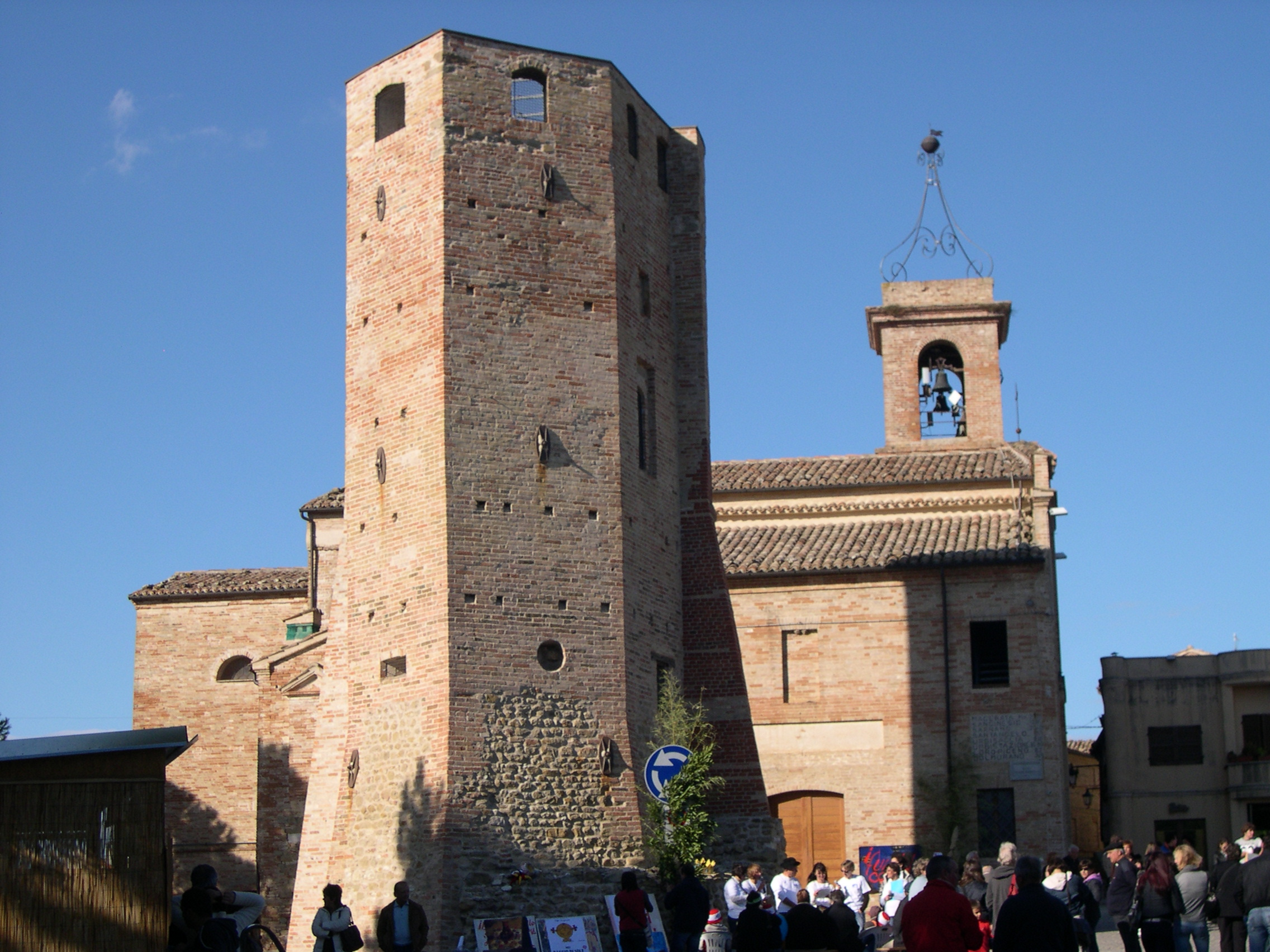
Turm in Ripe San Ginesio